# Jidai-geki

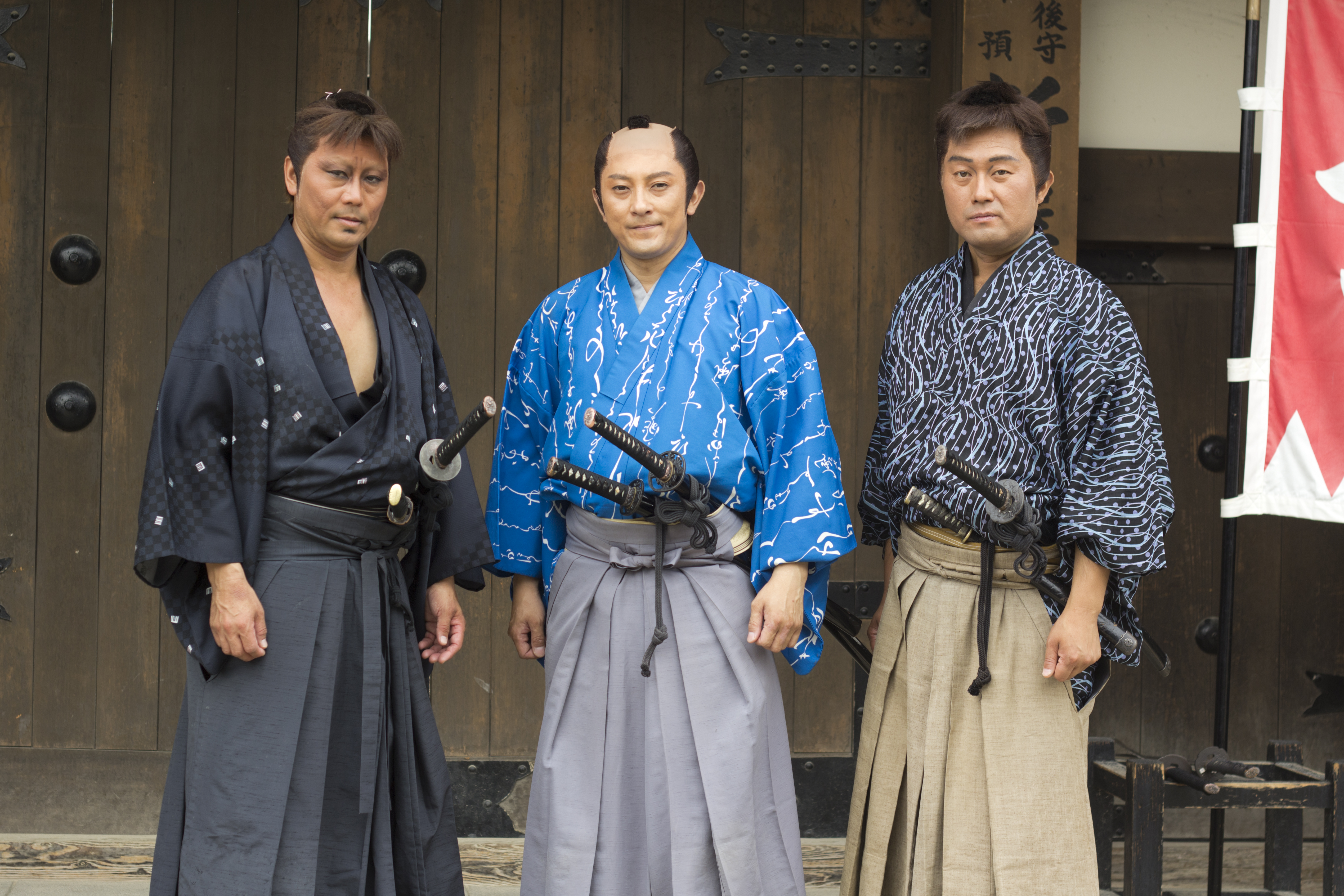
Attori che interpretano samurai e ronin allo studio cinematografico di Kyoto Eigamura

Jidai-geki (時代劇) è un termine che indica un genere storico ambientato in un contesto temporale ben preciso usato nel settore cinematografico, televisivo, teatrale o fumettistico in Giappone.
La parola vuole dire "rappresentazione del periodo", "dramma storico" e di solito indica un film (o una rappresentazione teatrale) ambientato nel periodo Tokugawa (1603-1868). Tuttavia, alcuni film jidai-geki sono ambientati anche prima, come nel periodo Sengoku. Il genere Jidai-geki narra le vicende di samurai, contadini, fabbri, mercanti ed il termine è spesso accostato al genere Chambara (chambara significa "combattimento con le spade").

## Titoli più rappresentativi
Tra i film più rappresentativi conosciuti in Italia, ci sono quelli di Akira Kurosawa (I sette samurai, La sfida del samurai, Sanjuro, Kagemusha - L'ombra del guerriero), la saga dello spadaccino cieco Zatōichi e il più recente Tasogare Seibei, ambientato proprio negli anni finali del periodo Tokugawa. Fra i registi molto conosciuti in Giappone che hanno lasciato opere memorabili, vanno menzionati Masaki Kobayashi, Kazuko Kuroki, Masahiro Makino, Masahiro Shinoda e Eiichi Kudo, il cui Jûsan-nin no shikaku (I tredici assassini) del 1963 è stato ripreso in un remake da Takashi Miike e presentato al festival di Cannes 2011.

## Storia
“Cinema giapponese per eccellenza”, il jidaigeki ha segnato per più di sessant'anni la storia del cinema nipponico, sino al dissolversi dello studio system negli anni settanta, ad eccezione di una parentesi tra il 1945 e il 1950, il periodo dell'occupazione americana, in cui la loro produzione era stata bandita perché ritenuta portatrice di valori feudali poco consoni al processo di democratizzazione. Nel corso della sua storia il jidaigeki ha conosciuto tante anime, dalla dimensione epica a quella nichilista, da quella quotidiana e minimalista a quella crepuscolare, da quella antifeudale a quella segnata dalle riletture del Nuovo Cinema degli anni sessanta, sino ad assumere, recentemente, una dimensione postmoderna. Il jidaigeki si è imposto nell'ambito sia della produzione di genere-per lungo tempo in Giappone uno su due è stato un film in costume- sia di quello d'autore.
Esso ha fatto la fortuna di diversi registi di primo piano della storia del cinema del suo paese, sia di prima (Daisuke Ito, Sadao Yamanaka, Mansaku Itami, Masahiro Makino) che degli anni successivi alla guerra (Hiroshi Inagaki, Kenji Mizoguchi, Akira Kurosawa, Masaki Kobayashi, Hideo Gosha, Kihachi Okamoto, Kenji Misumi). Ha influenzato ed è stato a sua volta influenzato da altri generi, dando vita a particolari commistioni, soprattutto con il western, lo spaghetti western e il wuxia. Il jidaigeki non ha però retto alla generale crisi cinematografica giapponese degli anni settanta, così come dai mutati gusti del pubblico, spinto da nuove sollecitazioni.
Se il genere tenta di adattarsi al dinamismo dei tempi assorbendo gli eccessi spettacolari e ad effetto del wuxia, di fatto viene soppiantato dallo Yakuza film, che ne rappresenta un ideale proseguimento in un contesto più adatto al Giappone dell'epoca. Vistisi ridotti i suoi sbocchi sul mercato cinematografico, il jidaigeki emigra sul piccolo schermo dove continua a sopravvivere, seppur con discreto successo. 
George Lucas si è ispirato a questa parola quando ha chiamato Jedi i suoi guerrieri spirituali nei film di Guerre Stellari.
Gli anni ottanta e novanta sono probabilmente i più bui del genere, ma proprio alla fine del decennio Nagisa Oshima gli ridà lustro con il suo ultimo film, Tabù - Gohatto, e altri registi vi fanno ritorno, da veterani come Yoji Yamada, da esponenti della nuova generazione come Sogo Ishii, Takeshi Kitano, Takashi Miike, Hirokazu Koreeda, Hideo Nakata, Ryuhei Kitamura e Hiroyuki Nakano.